# رود نپریادوا
رود نپریادوا (انگلیسی: Nepryadva) یک رودخانه در استان تولای کشور روسیه است.